# Gheorghe Vespan
Gheorghe Vespan (n. 16 februarie 1944) a fost un deputat român în legislatura 1990-1992, ales în județul Bacău pe listele partidului FSN. În cadrul activității sale parlamentare, Gheorghe Vespan a fost membru în grupurile parlamentare de prietenie cu Republica Argentina, Republica Coreea și Republica Franceză-Adunarea Națională. 